# Observatório Astronômico de Andrushivka
O Observatório Astronômico Andrushivka fica localizado na Ucrânia, é o único no país privado, e que já descobriu mais de noventa asteroides desde 2003. Foi estabelecido em 2001 e tem como fundador e diretor Yuri Ivashchenko.
Sua descoberta recente foi o asteroide denominado em homenagem a Wikipédia, o 274301 Wikipédia.